# Suha Tawil
Suha Daoud Arafat (født 17. juli 1963 på Vestbredden) er en palæstinensisk journalist uddannet fra Sorbonne.

## Ægteskab med Arafat
I 1991 blev hun gift med Yasser Arafat og skiftede i den forbindelse sit efternavn fra Tawil til Arafat.
Efter ægtemandens død foregår der en sag, hvor hun forsøger at gøre krav på hans formue.

## Datteren
Fire år efter deres ægteskab fik parret en datter, Zahwa Arafat. Hun blev født i Paris den 24. juli 1995. Zahwa er opkaldt efter Yasser Arafats mor, der døde da han var 3 år gammel.
Zahwa boede en tid efter fødslen i Ramallah. I starten af 2001 flyttede Zahwa og Suha til Paris. Senere er Suha flyttet til Malta.
Suha Tawil er frataget sit Tunsiske statsborgerskab.
Zahwa taler flydende fransk og arabisk.